# Massilieurodes multipori
Massilieurodes multipori es un hemíptero de la familia Aleyrodidae y su única subfamilia,  Aleyrodinae.
Fue descrita científicamente por primera vez por Takahashi en 1932.